# Хийумааский район
Хи́йумааский район (эст. Hiiumaa rajoon) — административно-территориальная единица в составе Эстонской ССР, существовавшая в 1950—1991 годах. Административный центр — город Кярдла. Население по переписи 1959 года составляло 11,1 тыс. чел. Площадь района в 1978 году составляла 1020,8 км², это был самый маленький район республики.

## История

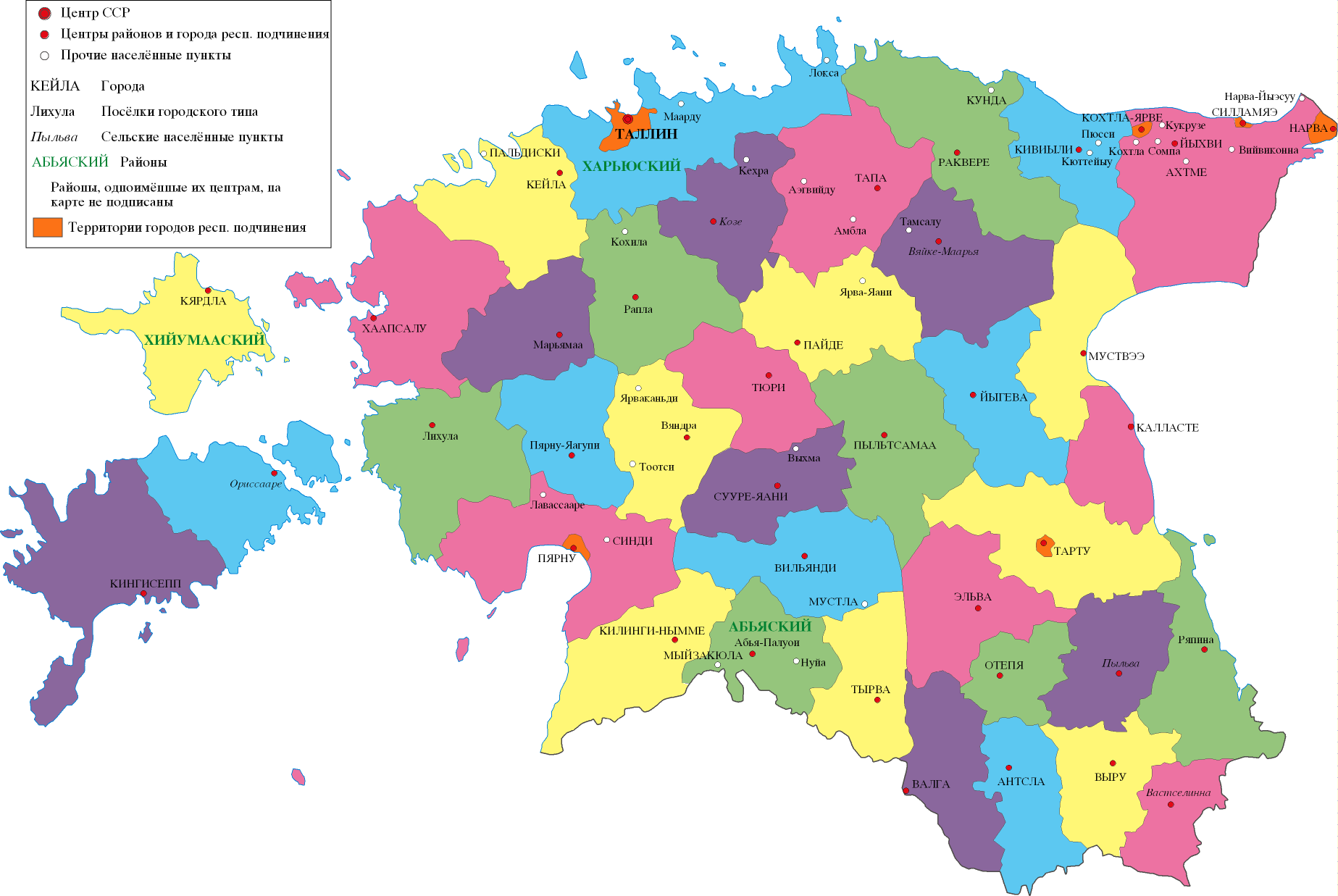
Административно-территориальное деление Эстонской СССР в 1957 году

Хийумааский район был образован в 1950 году, когда уездное деление в Эстонской ССР было заменено районным. В 1952 году район был включён в состав Пярнуской области, но уже в апреле 1953 года в результате упразднения областей в Эстонской ССР район был возвращён в республиканское подчинение.
По состоянию на 1979 год 34,6 % населения района проживало в городе, 65,4 % — в сельской местности.
В 1991 году Хийумааский район был преобразован в уезд Хийумаа.

## Административное деление
В 1955 году район включал 1 город (Кярдла) и 5 сельсоветов: Кяйнаский, Лаукаский, Луйдьяский, Пюхалепаский, Эммастеский.
В 1979 году район включал 1 город (Кярдла) и 4 сельсовета: Кяйнаский, Лаукаский, Пюхалепаский и Эммастеский.